# تای‌زونگ (سونگ)
امپراتور تائی زونگ (۲۰ نوامبر ۹۳۹-۸ مه ۹۹۷ میلادی) دومین امپراتور دودمان سونگ از ۹۷۶ تا ۹۹۷ میلادی بود. او برادر جوان تر امپراتور تائی زو بود که راه وی را برای اتحاد و یکپارچگی چین ادامه داد.

## لشکرکشی اول
امپراتور تائی زونگ در ۹۷۹ میلادی به هان شمالی حمله کرد و آن را فتح نمود. سپس لشکرکشی دیگری را علیه دودمان لیائو آغاز کرد. در مه ۹۷۹ میلادی ارتش سونگ سرزمین های ژو و یی را تحت انقیاد خود در آورد.

## لشکرکشی دوم
پس از مرگ امپراتور جینگ زونگ لیائو در ۹۸۲ میلادی ، فرزند ۱۲ ساله اش تحت نیابت امپراتریس شیائو امپراتوری را اداره کرد. در همین زمان ، تائی زونگ تصمیم گرفت که به قلمرو لیائو حمله کند.

## مرگ
امپراتور تائی زونگ در ۹۹۷ میلادی پس از ۲۱ سال حکومت و در سن ۵۷ سالگی درگذشت. پس از مرگش ، پسر سوم او تحت عنوان امپراتور ژنزونگ سونگ بر تخت حکومت نشست.